# Schlesisches Kinderbeten

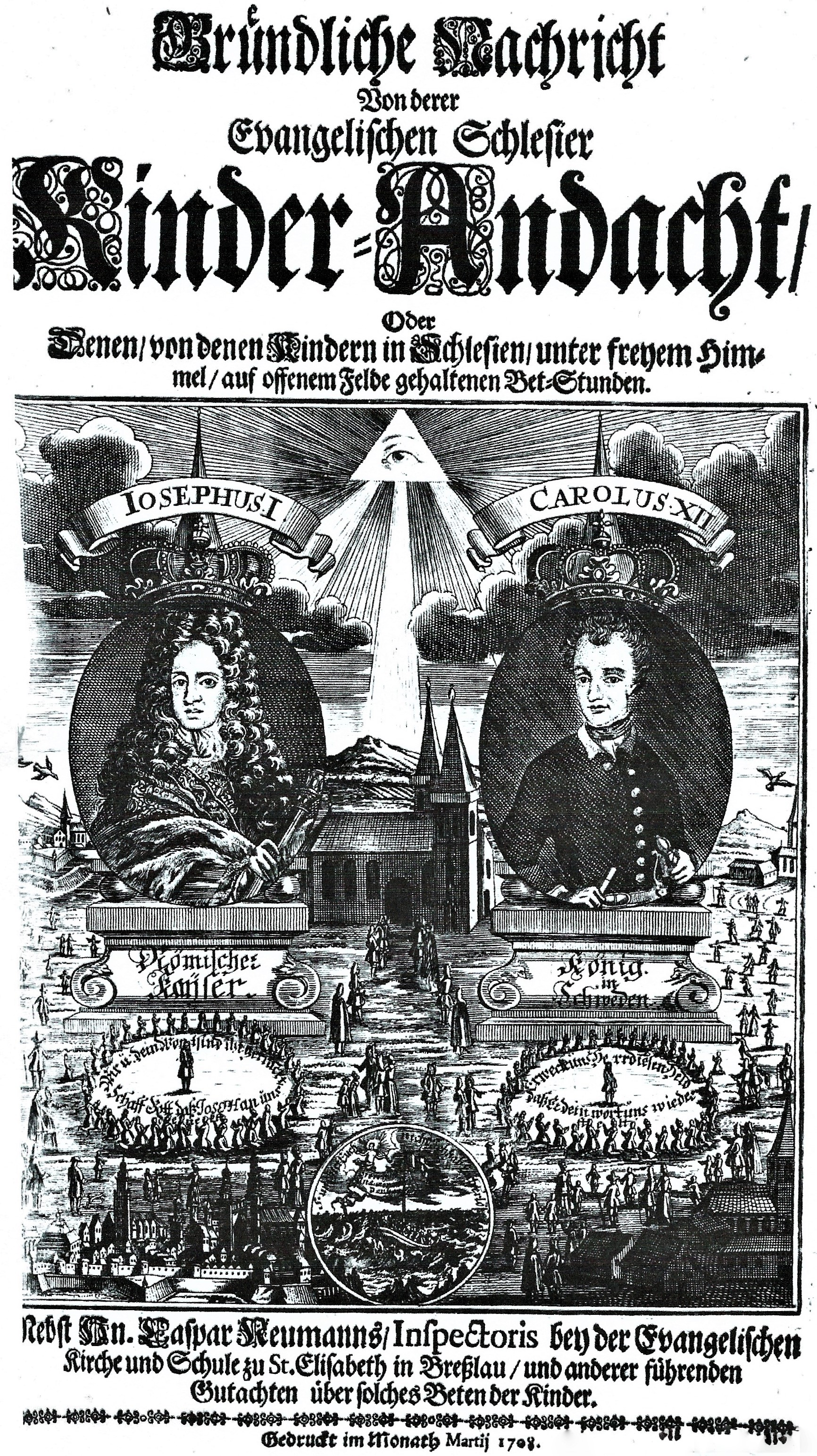
Streitschrift von 1708 um die Kinderpredigten

Als Schlesisches Kinderbeten oder auch einfach als Kinderbeten werden selbst organisierte Andachten bezeichnet, die evangelische Kinder und Jugendliche an vielen Orten in Schlesien im Freien abhielten. Die Bewegung, die 1707 entstand, ihren Höhepunkt in den ersten Monaten des Jahres 1708 hatte und bis 1741 anhielt, fand eine große Beachtung und wurde seither eingehend erforscht.

## Hintergrund
Im 17. Jahrhundert, verstärkt seit dem Anfall des Herzogtums Liegnitz-Brieg-Wohlau an das Haus Habsburg im Jahr 1675, wurde in Schlesien eine rigorose Rekatholisierung durchgeführt. Die Bevölkerung hielt jedoch großenteils am evangelischen Glauben fest und bat König Karl XII. von Schweden um Unterstützung. Der war im Rahmen seines Angriffs auf Sachsen bereits 1706 mit seinen Truppen in Schlesien einmarschiert und nutzte seine Machtstellung, um Kaiser Joseph I. zur Gewährung freier Religionsausübung für die Lutheraner zu zwingen. In der am 1. September 1707 unterzeichneten Altranstädter Konvention gestand der Kaiser unter anderem die Rückgabe von über 100 zwangsweise eingezogenen Kirchen, den Neubau von sechs „Gnadenkirchen“ und die Aufhebung zahlreicher Benachteiligungen zu. Die Hochstimmung aufgrund der wiedergewonnenen Glaubensfreiheit, aber auch der Wunsch, die Umsetzung der vereinbarten Maßnahmen durch Gebete zu unterstützen, bildet den Hintergrund für das „Kinderbeten“. Vorbild für die Kinderandachten waren die Feldgottesdienste der schwedischen Armee, aber auch die Erfahrung clandestiner Gottesdienste der ihrer Kirchen beraubten Gemeinden.

## Anfänge und Ausbreitung der Bewegung

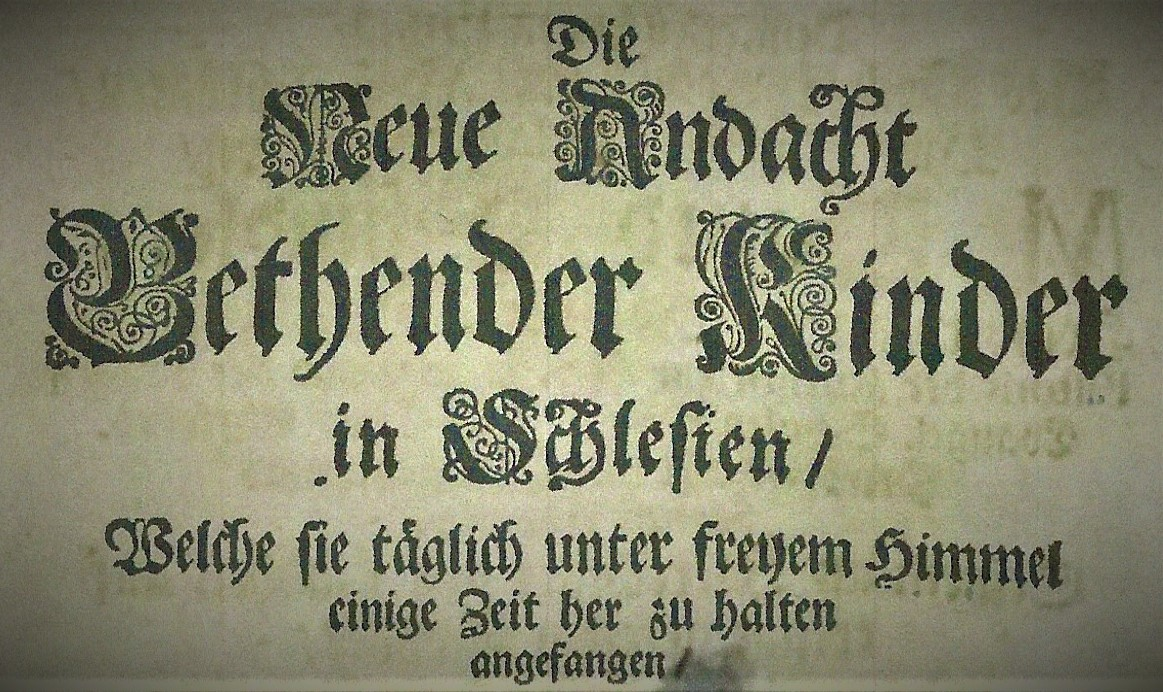
Buchtitelausschnitt, Breslau 1708

Schon im Sommer 1707 gab es kleine im Freien abgehaltene freiwillige Kinderandachten in den Hirschberger Gebirgsorten. Der erste Zeitungsartikel über die Erscheinung der betenden Kinder wurde im Oktober 1707 in Sprottau gedruckt. Weitere Berichte kamen unter anderem aus Sagan, Priebus, Löwenberg, Bolkenhain, Jauer und Liegnitz. Aus Beuthen an der Oder liegt ein ausführlicher Bericht über um den Jahreswechsel 1707/08 veranstaltete Andachten vor. Im Februar 1708 hatte die Bewegung Breslau erreicht.
Im April 1708 hörten die Kinderandachten an vielen Orten von selbst wieder auf. Aus einigen Orten wurde jedoch auch von einer Fortsetzung bis in das Jahr 1710 berichtet. In den 1730er Jahren flackerte die Bewegung an vielen Orten wieder auf; die Andachten wurden nun häufiger von gewaltsamen Auseinandersetzungen begleitet. Erst nachdem Schlesien im Ersten Schlesischen Krieg durch Preußen besetzt und schließlich annektiert worden war, kam es 1741 zum Ende der Bewegung.
Mögliche Ursachen: Im Nordischen Krieg (1700–1721) zogen große schwedische Verbände unter Karl XII. durch Schlesien, dem Schweden verdankten die evangelischen Schlesier die Rückgabe von 121 Kirchen und die Erbauung von 6 Gnadenkirchen. Die Schweden hielten im Land große Feldgottesdienste ab. Dieses ahmten die Kinder in voller Begeisterung nach, wie es Johann Christian Günther beschrieb.

## Durchführung und Rezeption der Kinderandachten

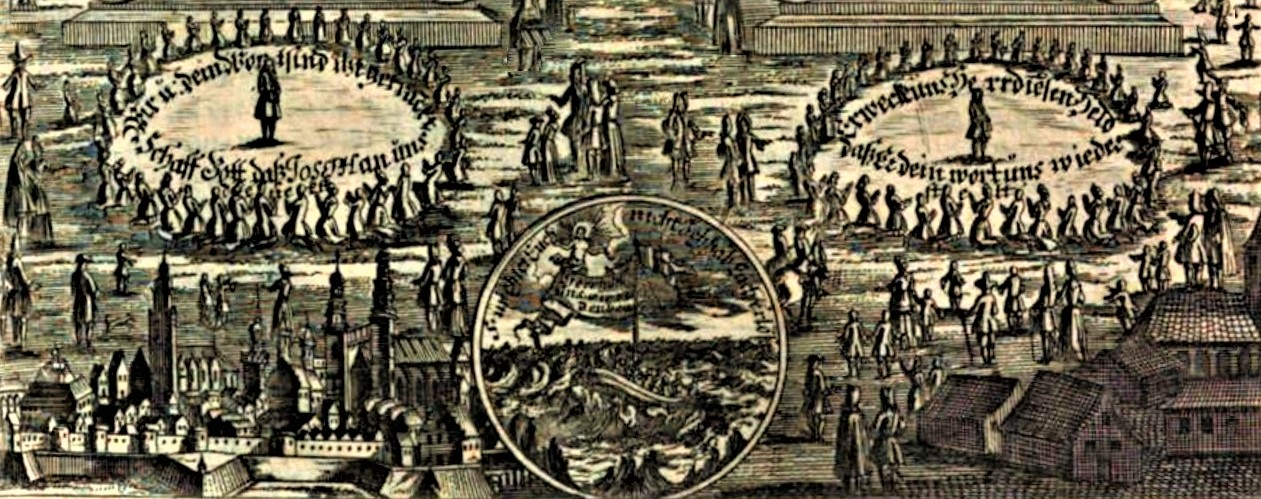
Kreisförmige Anordnung der Kinderandachten

Die Andachten liefen immer nach einem mehr oder weniger ähnlichen Schema ab. Kinder im Alter von vier bis fünfzehn Jahren zogen – teilweise mehrmals täglich – vor die Städte und Dörfer. Im freien Feld schlossen sie einen oder auch nach getrennten Geschlechtern zwei Kreise und sprachen die von einem Lektor aus den eigenen Reihen gesprochenen Psalmen und Gebete nach. Bibellesungen und Lieder umrahmten die Andachten, die also keine spontanen Glaubensäußerungen waren, sondern einem festen agendarischen Schema folgten. Die Kinder waren um gute Ordnung bemüht, ließen sich aber auch durch elterliche Verbote und Einsperren nicht von der Teilnahme abhalten. Oft hatten die Andachten der Kinder eine große Zahl erwachsener Zuschauer, die dem Geschehen mit großer Rührung folgten.
Anfangs hatten kirchliche und weltliche Obrigkeiten die Bewegung überwiegend begrüßt, doch bald nahm auch die Kritik zu, vor allem aus den Reihen der Lutherischen Orthodoxie. So beklagte Caspar Neumann, der Inspektor (Superintendent) der evangelischen Kirche in Breslau, dass die Kinder die kirchliche Ordnung störten und das kirchliche Amt übergingen. Pietisten wie Johann Anastasius Freylinghausen oder Johann Wilhelm Petersen verteidigten dagegen die Bewegung.

## Zeugnisse in der Kunst

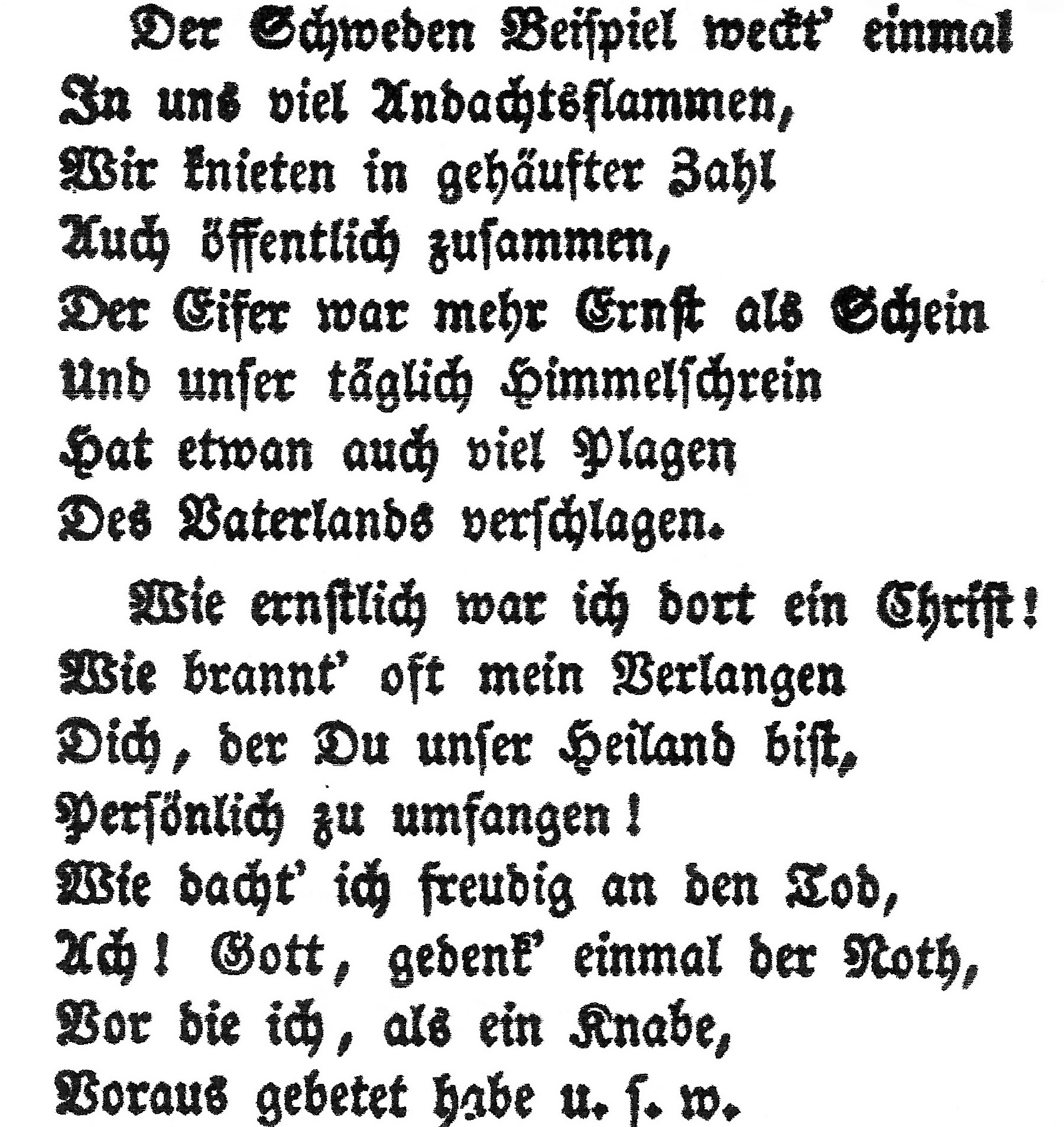
Zwei Verse des Gedichtes von Joh. Chr. Günther, Betende Kinder, Schlesien 1707

Der Lyriker Johann Christian Günther war als zwölfjähriges Kind in Striegau aktiver Teilnehmer an den evangelischen Kinderandachten. In einem Gedichtezyklus Als er sich seiner ehemaligen Jugendjahre mit Schmerzen erinnerte schrieb er folgende nebenstehende Verse.
Zur Erinnerung an die Kinderandachten wurden an verschiedenen Orten Gedenkmedaillen geprägt.

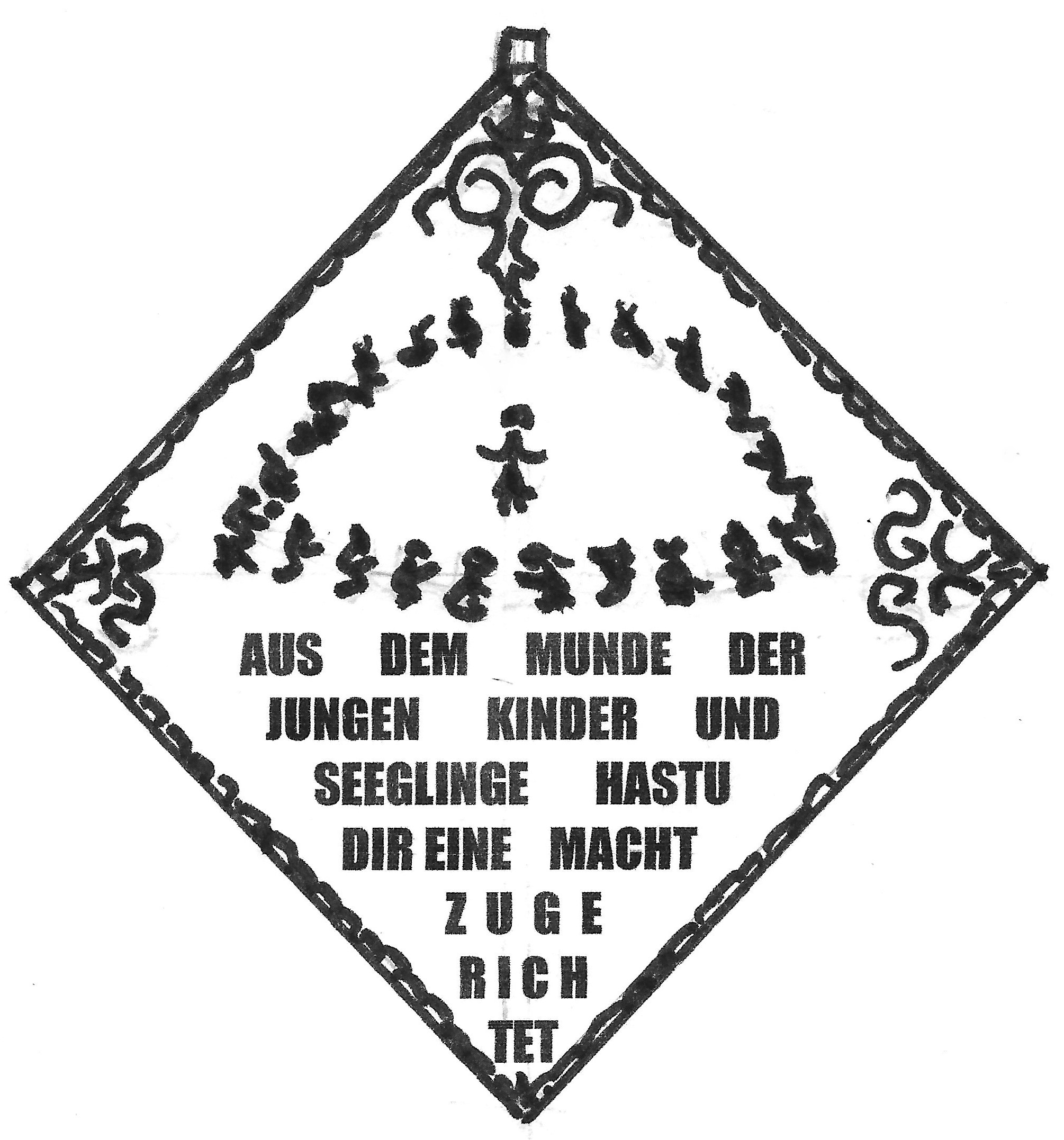
Zeichnung der Gebetsseite 1707
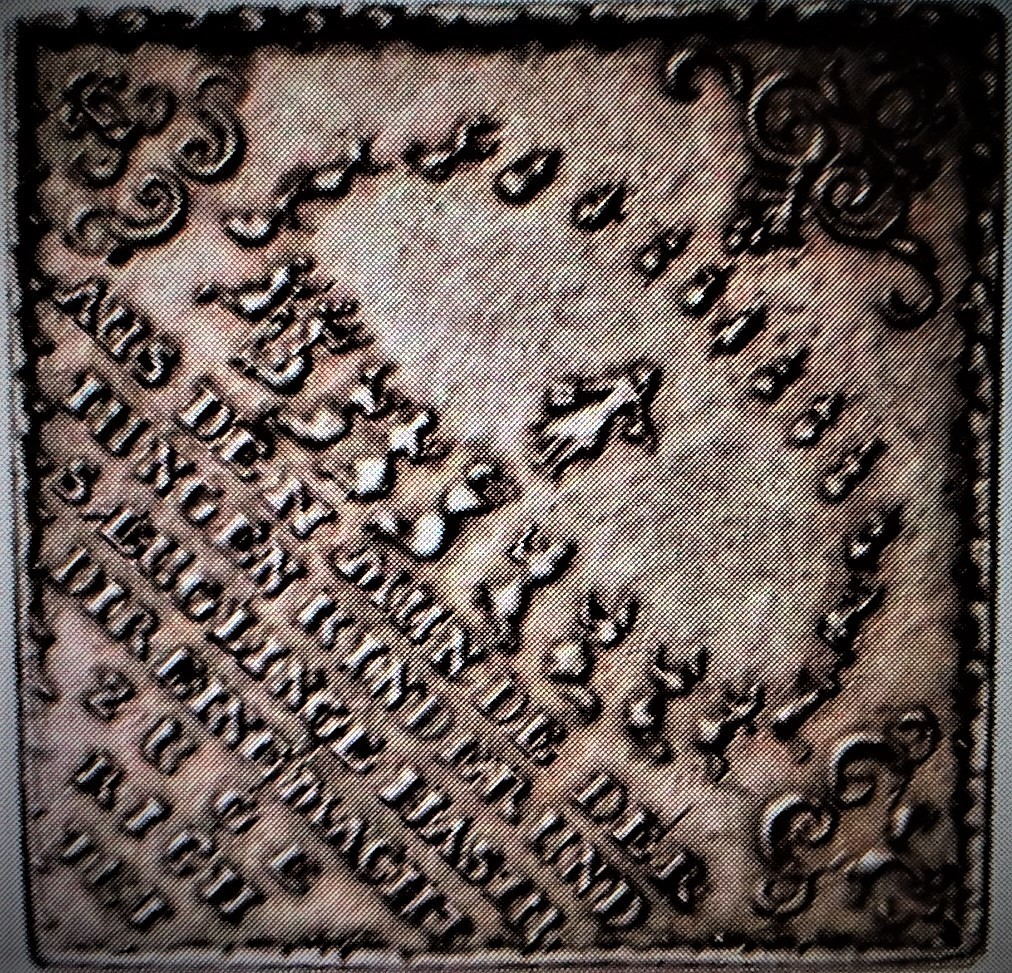
Betende Kinder-Seite
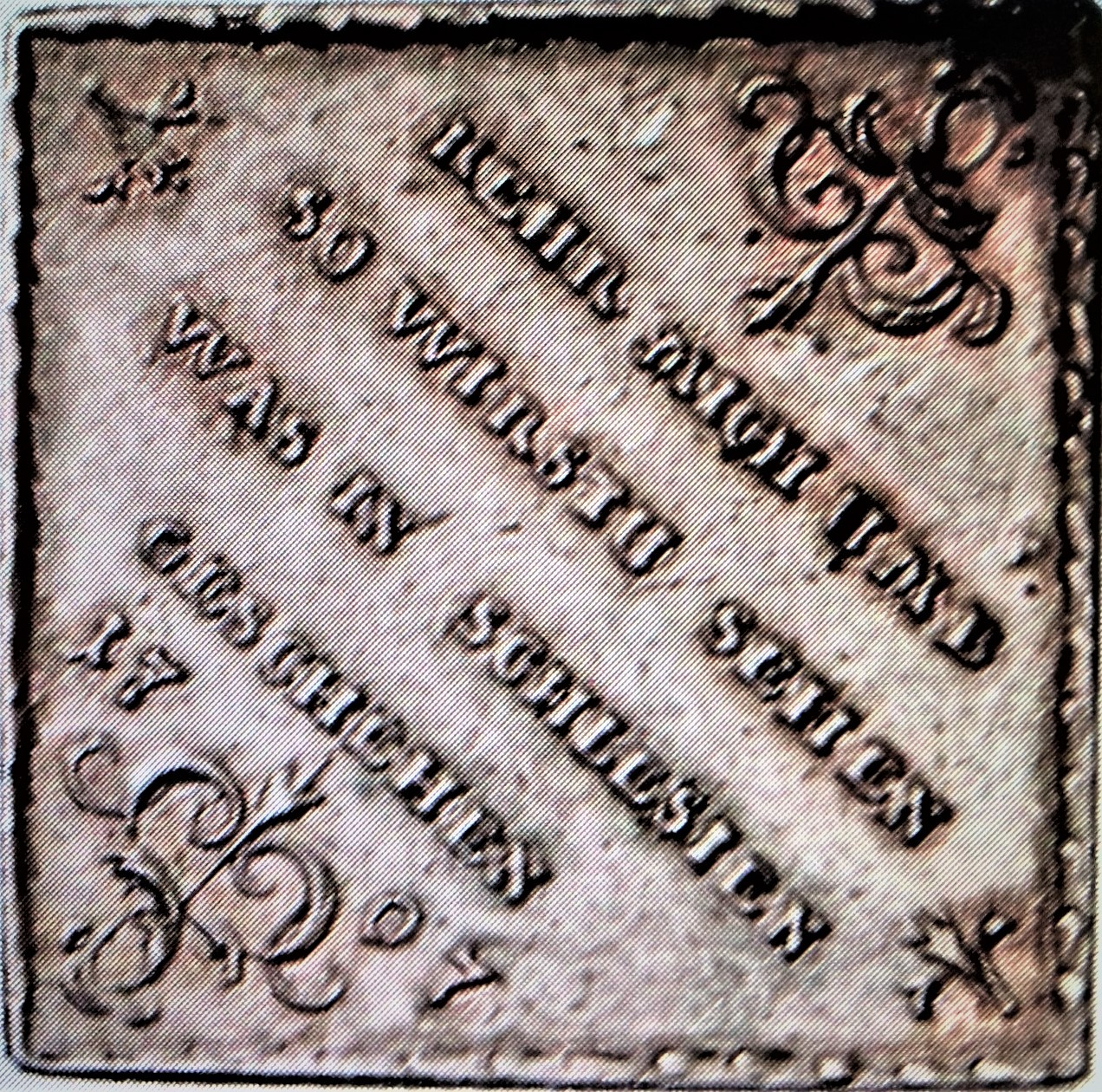
Betende Kinder-Jahresseite 1707
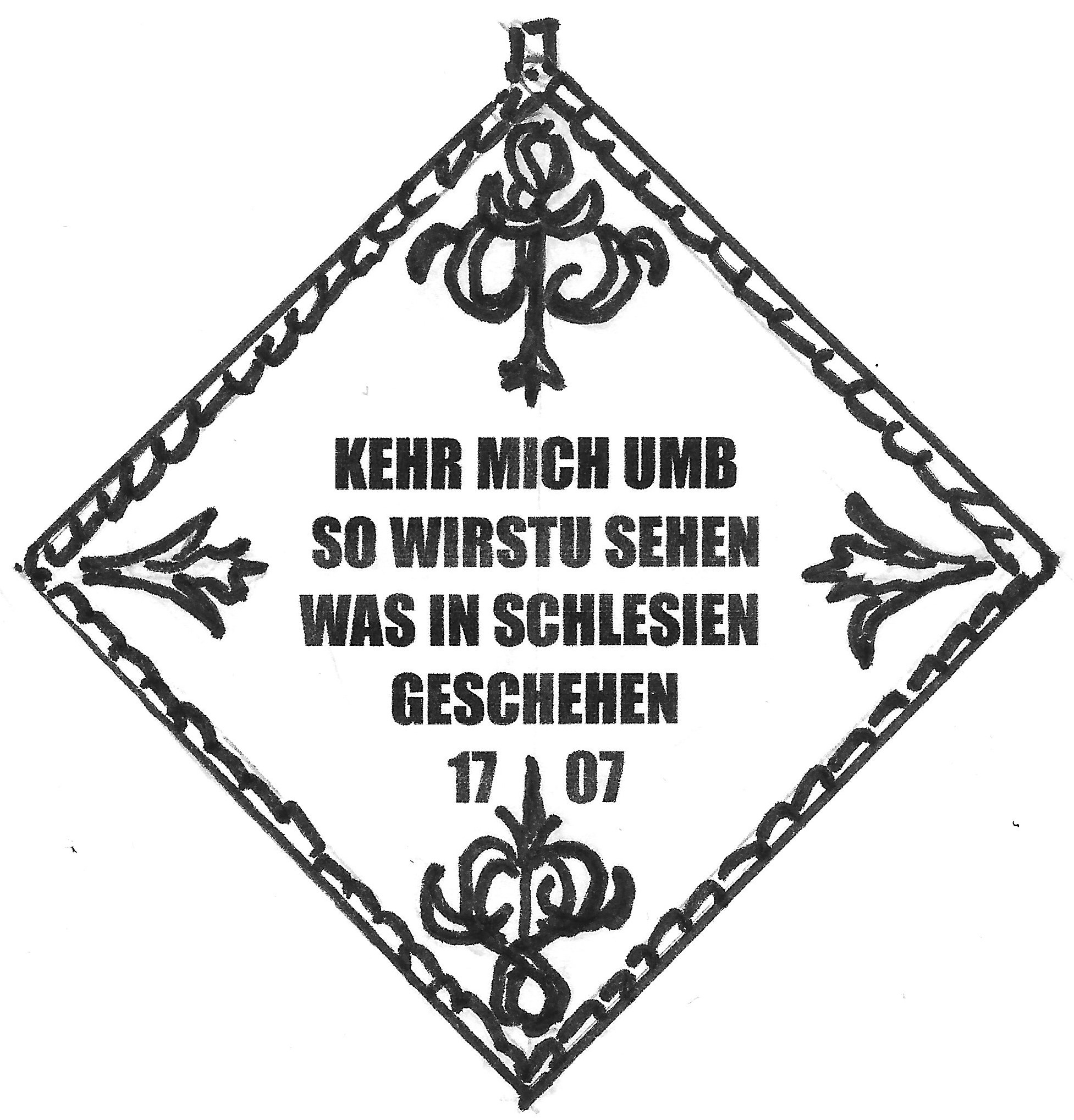
Klippenzeichnung Jahresseite 1707